# Герби земель Федеративної Республіки Німеччини

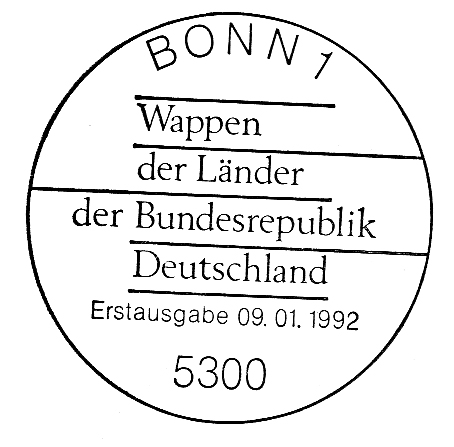
Перший день скасування серіалу з Бонна

Герби земель Федеративної Республіки Німеччини — спеціальна серія поштових марок Федерального поштового відомства Німеччини, яка видавалася в 1992—1994 роках.

## Причина проблеми
Ця серія марок, зокрема, покликана привернути увагу громадськості до молодої і недавньої історії та федеративного устрою Федеративної Республіки Німеччина.— Генеральний директор пошти Вольфганг Бьотш, у прес-релізі, опублікованому Федеральним міністерством пошти та телекомунікацій 10 січня 1994 року

## Опис
Всього було випущено 16 марок - по одній для кожної федеральної землі Німеччини. На марках зображено політичну карту Німеччини, на якій виділено відповідну федеральну землю та її герб.
Кожна марка мала франковий номінал 100 пфенігів і, таким чином, відповідала вартості стандартного листа в Німеччині та Європі.
Поштові марки мають розмір 35×35 міліметрів і виготовлені методом офсетного друку в аркушах (BDB) по 5×5 марок кожна з перфорацією 13 3/4. Проекти створені мюнхенським графіком, професором Ернстом Юнгером. Тираж коливався від 8,1 до 32,55 мільйонів примірників. У середньому було приблизно 25,226 мільйона одиниць кожного бренду. Всього було надруковано 403 616 000 марок.

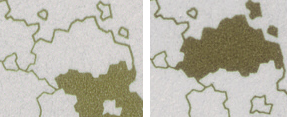
Територіальний обмін між Бранденбургом і Мекленбургом-Передня Померанія

З публікацією марки для Мекленбурга-Передня Померанія карта Німеччини була змінена і тепер враховувала територіальний обмін, який відбувся з тих пір між землями Мекленбург-Передня Померанія і Бранденбург в області Ленцен-ан-дер-Ельба.

## Термін дії
Усі випущені марки спочатку були дійсними з необмеженою поштовою оплатою. Із запровадженням євро як загальноєвропейської валюти 1 січня 2002 року ця норма втратила чинність.
Однак марками можна було користуватися до 30 червня 2002 року. Обмін марки був можливий до 30 вересня у відділеннях Deutsche Post, після цього до 30 червня 2003 року у відділенні філателії Deutsche Post AG у Франкфурті.

## Список
| Марка | Федеративна земля                                                   | Дата випуску    | Випуск     | Конверт першого дня (КПД) | Видання КПД | Michel        |
| ----- | ------------------------------------------------------------------- | --------------- | ---------- | ------------------------- | ----------- | ------------- |
|       | Баден-Вюртемберг (Герб землі Баден-Вюртемберг)                      | 9 січня 1992    | 31.235.000 | 5/1992                    | 416.800     | 1586          |
|       | Баварія (Герб Баварії)                                              | 12 березня 1992 | 32.000.000 | 13/1992                   | 416.800     | 1587          |
|       | Берлін (герб Берліна)                                               | 11 червня 1992  | 29.660.000 | 25/1992                   | 408.800     | 1588          |
|       | Бранденбург (Герб Бранденбургу)                                     | 16 липня 1992   | 31.200.000 | 29/1992                   | 408.800     | 1589 (→ 1941) |
|       | Бремен (Герб Бремена)                                               | 13 серпня 1992  | 32.550.000 | 34/1992                   | 416.800     | 1590          |
|       | Гамбург (Герб Гамбурга)                                             | 10 вересня 1992 | 28.940.000 | 39/1992                   | 408.800     | 1591          |
|       | Гессен (Герб Гессену)                                               | 11 березня 1993 | 24.350.000 | 11/1993                   | 361.400     | 1660          |
|       | Мекленбург-Передня Померанія (Герб Мекленбурга-Передньої Померанії) | 17 червня 1993  | 8.100.000  | 25/1993                   | 371.600     | 1661          |
|       | Нижня Саксонія (Герб Нижньої Саксонії)                              | 15 липня 1993   | 23.235.000 | 28/1993                   | 371.600     | 1662          |
|       | Північний Рейн-Вестфалія (Герб землі Північний Рейн-Вестфалія)      | 12 серпня 1993  | 23.800.000 | 32/1993                   | 369.600     | 1663          |
|       | Рейнланд-Пфальц (Герб Рейнланд-Пфальцу)                             | 16 вересня 1993 | 24.730.000 | 39/1993                   | 369.600     | 1664          |
|       | Саар (Герб Саару)                                                   | 13 січня 1994   | 18.500.000 | 4/1994                    | 337.600     | 1712          |
|       | Саксонія (Герб Саксонії)                                            | 10 березня 1994 | 25.200.000 | 11/1994                   | 337.600     | 1713          |
|       | Саксонія-Ангальт (Герб землі Саксонія-Ангальт)                      | 16 червня 1994  | 24.800.000 | 21/1994                   | 326.000     | 1714          |
|       | Шлезвіг-Гольштейн (Герб Шлезвіг-Гольштейну)                         | 14 липня 1994   | 25.436.000 | 24/1994                   | 326.000     | 1715          |
|       | Тюрингія (Державний герб Тюрінгії)                                  | 8 вересня 1994  | 19.880.000 | 32/1994                   | 326.000     | 1716          |

## Конверт першого дня
Як завжди, у перший день відбулося погашення першого дня з «1000 Берлін 12» та «5300 Бонн 1» або, після переходу на п'ятизначний поштовий індекс, з «10619 Берлін 12» та «53111 Бонн 1». Також були поширені спеціальні гашення у столицях відповідних земель. Оскільки офіційних конвертів першого дня не існувало, продавці марок могли створювати власні конверти, а колекціонери могли використовувати звичайні конверти першого дня. Конверти першого дня, які дійсно використовувалися, цінуються колекціонерами вище, ніж ті, що не використовувалися. У наступному прикладі, подані конверти першого дня з гамбурзькою маркою, що були фактично надіслані поштою.

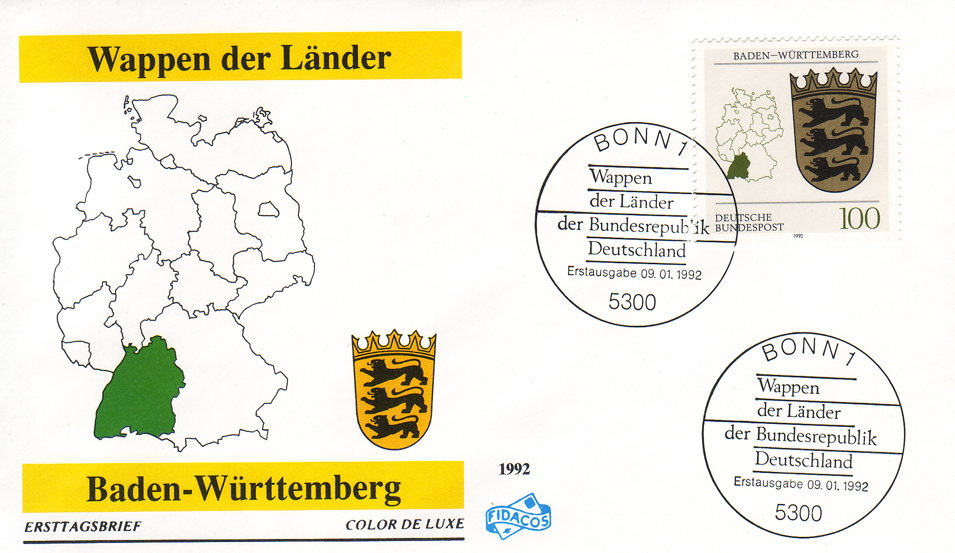
Конверт першого дня Баден-Вюртемберга з маркою Бонна
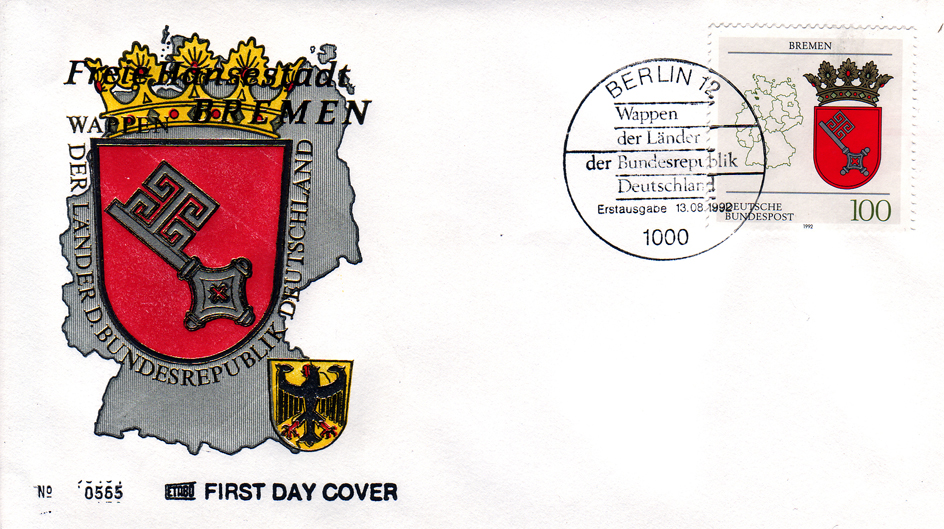
Лист людини з Бремена до Берліна
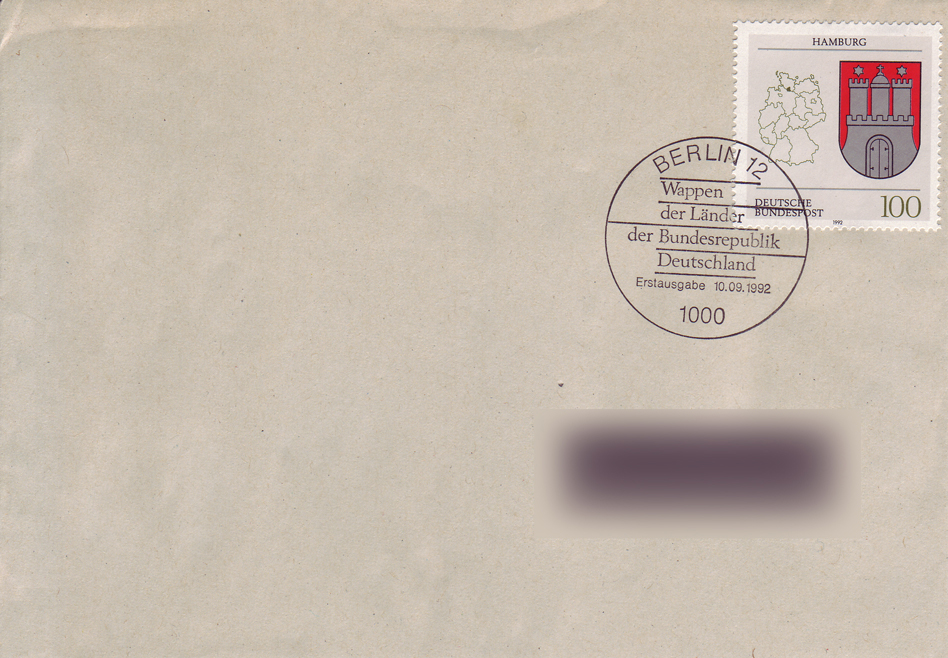
Справжній вживаний конверт першого дня: Гамбург з скасуванням Берліна

## Штамп того ж мотиву
У зв'язку з розливом Одеру в 1997 році була випущена спеціальна марка з доплатою (110 + 90 пфенінгів) за бранденбурзьким мотивом. Марки вийшли на невеликих аркушах розміром 5 × 2 і були надруковані багатоколірним офсетом у Bundesdruckerei GmbH у Берліні на крейдованому білому флуоресцентному папері для поштових марок DP 2 надруковано того самого розміру, що й оригінальна серія.
| Марка | Опис                             | Дата випуску        | Видання   | КПД      | Видання КПД | Michel            |
| ----- | -------------------------------- | ------------------- | --------- | -------- | ----------- | ----------------- |
|       | Допомога при повенях Бранденбург | 19 серпня 1997 року | 3 760 000 | 28A/1997 | 270 200     | 1941 рік (→ 1589) |

## Індивідуальні докази
1. ↑  [Архівовано [Дата відсутня], у www.briefmarken-mg.de]
2. ↑  BGH, 11.10.2005 - XI ZR 395/04. Rechtscharakter und Gültigkeit von Briefmarken
3. ↑  Deutsche Post: Hochwasserhilfe 1997 mit Zuschlag